# لب الثمار

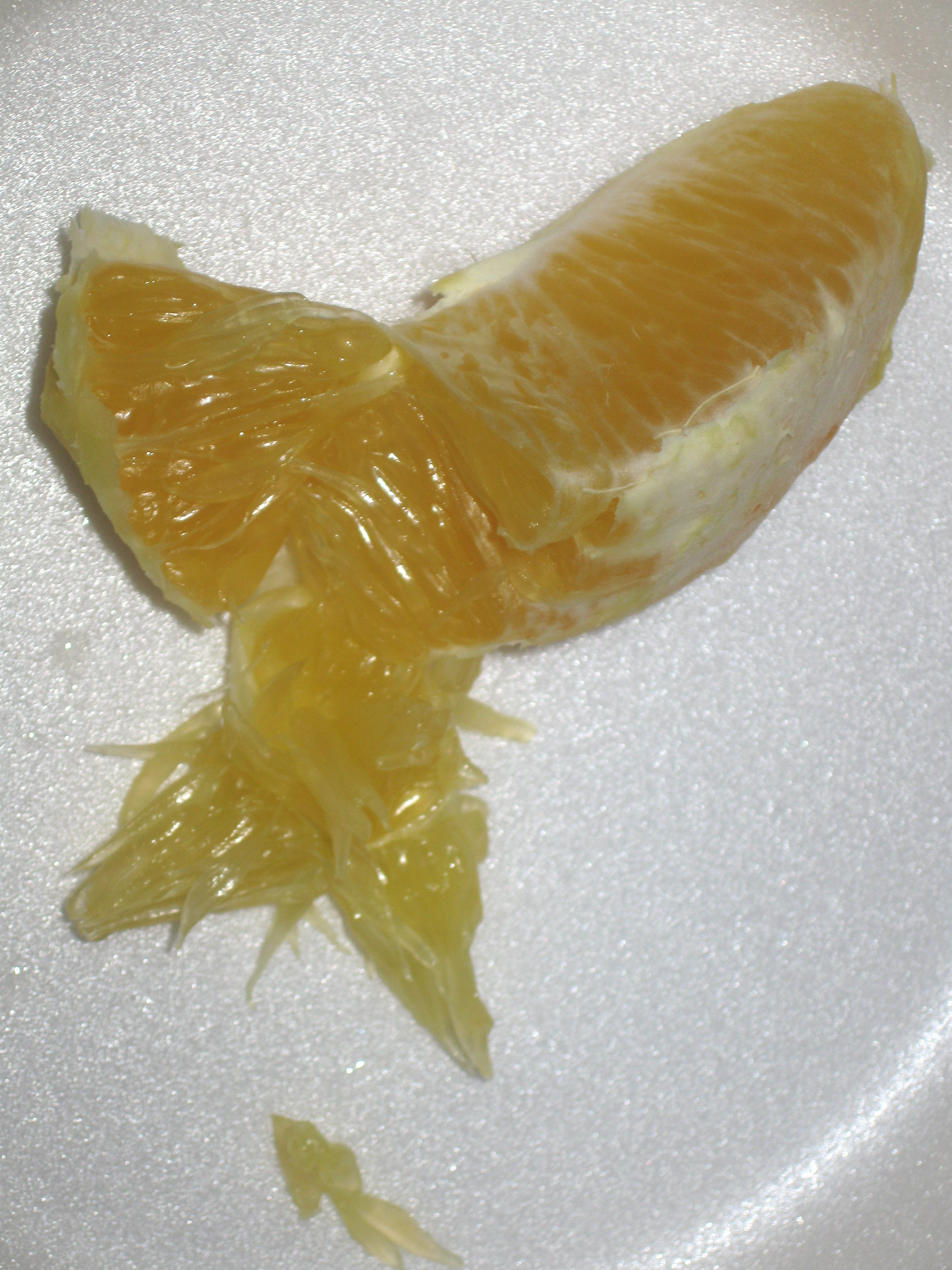
قطعة من لب برتقالة.

لب الثمار أو لب الفاكهة هو النسيج الخلوي النباتي الموجود تحت القشرة الخارجية والمشكّل لغلاف الثمرة الداخلي endocarp في الثمار أو الفواكه. يحوي اللب عصير الفاكهة، والذي يعصر ويرمى أو يستخدم أحياناً (التفل).
يعتمد المقدار الذي يمكن استخراج العصير من لب الفاكهة على نوعها؛ وأشهر أنواع الفواكه التي يمكن عصر لبها هي الحمضيات، ومنها البرتقال، الذي يحوي لبه على حويصلات تحوي عصير البرتقال، تشكل أغشيتها حوالي 5% وسطياً من وزن البرتقالة.

## اقرأ أيضاً
- عصير
- فاكهة
- سوذق